# Партія нової політики
Партія нової політики — партія ліво-лібертіальної сім'ї, які намагаються нав'язати політиці XX ст. перелік ліберальних цінностей, заснованих на постулаті індивідуалізму, самореалізації і соціальної підприємливості чи реальної політичної участі.
Їх програми становлять лівий виклик для традиційного соціал-демократичного консенсусу і стилю управління політикою, заснований на економічній безпеці, розвиненому державному апараті. Вони проповідують так звані постматеріальні цінності, захист навколишнього середовища тощо.
У науковій літературі з'являється гіпотеза, яка свідчить про безпосередній вплив нових суспільно-політичних поділів на зміни в партійній системі. Настає поляризація суспільства навколо конкретних проблемних питань. Домінуючим стає політичний конфлікт між силами, які наголошують на необхідності росту економіки та економічної стабільності, та т.зв. зеленою орієнтацією, яка акцентує на екологічних чи антиядерних проблемах. Сегменти суспільства найбільш схильні прийняти нову систему цінностей (новий середній клас, громадяни з високим рівнем освіти, післявоєнне покоління), підтримують нові партії або ті, що змінюють свою програмну орієнтацію і підкреслюють свою постматеріальну зорієнтованість.
Багато стабільних партій не лише існують, але й залишаються урядовими. Багато партійних систем перейшли значні модифікації, але без радикальної реструктуризації. З'явилося багато нових партій (екологічні, ліво-лібертіальні), однак їх політичний вплив є дуже обмеженим. Партії зелених представлені в парламентах (Австрії, Бельгії, Фінляндії, Швейцарії), але мають мало шансів щодо участі в урядових коаліціях. Деякі з них втратили представництво в законодавчих органах (в Німеччині, Швейцарії). Єдине хіба що в Італії можна говорити про феномен трансформації партійної системи після 1994 р. в контексті визначених змін у структурі домінуючих соціополітичних поділів. Незважаючи на чисельні зміни в рамках партійних систем (як наприклад в Данії в II половині 70-х рр., Бельгії чи Італії після 1994 р.), їхньою домінуючою рисою є послідовність. Змінюється характер взаємин між громадянином та владою, зростає рівень освіти в суспільстві, очевидним є процес секуляризації, що в результаті веде до зміни соціальної структури електорату. Відбуваються також зміни в системі ціннісних орієнтацій, що обґрунтовує пропозиції, виголошені представниками теорії «нової політики». Однак, теза про поступову заміну матеріальних цінностей постматеріальними сьогодні для більшості дослідників здається передчасною.